# Татишев, Ержан Нурельдаемович
Ержан Нурельдаемович Татишев (1967—2004) — казахстанский финансист, банкир, председатель правления системообразующего банка Казахстана «ТуранАлем» и один из акционеров.

## Биография
Родился 22 апреля 1967 года в селе Турбат Казыгуртского района Туркестанской области в простой и многодетной семье.
Окончил среднюю школу № 16 г. Кентау с серебряной медалью.
В 1991 году окончил Институт Прикладной Биотехнологии по специальности «инженер-технолог».
В 1991 году работал на малом предприятии «Мадина».
В 1991 году стал вице-президентом «Астана-Холдинг».
В 1993—1995 — первый заместитель председателя правления ЗАО «Казкоммерцбанк».
В январе - марте 1996 г. — заместитель председателя правления ОАО «KRAMDS-банк»
В 1996 году по программе приватизации приобрел госпакет акций Джетыгаринского асбестового горно-обогатительного комбината АО «Кустанайасбест». Руководить предприятием поставил своего брата Еркина Татишева.
С марта 1996 по январь 1997 г. — первый заместитель председателя правления ЗАО «Казкоммерцбанк»
В январе 1997 года возглавил ЗАО «БанкТуранАлем».
В октябре 1997 года был переведен в заместители председателя правления ЗАО «БанкТуранАлем».
В апреле 1998 года вновь утвержден на должность председателя правления ЗАО «БанкТуранАлем».

## Убийство
17 июня 2002 года состоялось покушение на Татишева. Несколько мужчин по приказу Габдола Сабралиева проследили за председателем правления банка и прямо на выезде с охраняемой территории ОАО «Банк ТуранАлем» бросили в «Мерседес-500» с госномером А 071 КР бутылку с бензином. Следователи КНБ обвиняют Габдола в том, что он в начале 2002 года вымогал 2 миллиона 56 тысяч долларов у председателя правления ОАО «Банк ТуранАлем» Ержана Татишева.
В 11 часов утра 19 декабря 2004 года на охоте в Жамбылской области (в районе станции Отар, где банкир и его сопровождение охотились на волков) погиб председатель правления АО «Банк ТуранАлем» Ержан Татишев. На этот момент ему принадлежало 20,25 % голосующих акций банка.
Согласно первой принятой официальной версии, Ержан Татишев за рулем джипа «Тойота Ланд Крузер» преследовал хищников по степи. Догнав их, он передал ружье 12-го калибра сидевшему рядом пассажиру — Муратхану Токмади. В это время внедорожник неожиданно наехал на кочку, и ружье самопроизвольно выстрелило. Пуля попала банкиру прямо в голову… Ержан Татишев получил огнестрельное ранение в правую сторону затылочной части головы. Пуля прошла навылет через левый глаз.
Серик Зулхарнаев, начальник следственного управления УВД Жамбылской области:
Татишевым было получено огнестрельное ранение головы со смертельным исходом. Скончался прямо на месте. Оружие было охотничье 12-го калибра. Пока предварительно мы располагаем данными, что передача оружия происходила при езде машины, при движении. В настоящее время установлено, что причиной смерти Татишева явилось неосторожное обращение с оружием.
В 2017 году Муратхан Токмади, в руках которого выстрелило ружьё, в эфире телеканала КТК, а затем и в суде признал, что лично застрелил Татишева по заказу Мухтара Аблязова, который после трагедии возглавил банк.

## Награды
За вклад банка в экономику России 22 мая 2004 года председатель правления АО «Банк ТуранАлем» Ержан Татишев был торжественно награждён в Санкт-Петербурге орденом «Во имя России».

## Семья
- Отец — Татишев Нурельдаем (1940 г.р) (сельский врач).
- Мать — Ултай Шомашева (1940 г.р) (учитель физики в средней школе).
- Супруга — Анар Айтжанова
- Сын  — Татишев Алпамыс
- Брат — Татишев Еркин Нурельдаемович (1976 г.р), был заместителем Председателя Правления АО «Банк ТуранАлем»[10][11]
- Брат — Татишев Ерлан Нурельдаемович (1965 г.р), был заместителем председателя правления АО «Темирбанк»

## Память
Похоронен на Кенсайском кладбище Алматы.